# Station Glounthaune
Station Glounthaune is een spoorwegstation in Glounthaune in het Ierse graafschap Cork. Het station ligt aan de forenzenlijn Cork - Cobh en Cork - Midleton. Direct na Glounthaune splitst de lijn zich. Eerder stond het station ook bekend als Cobh Junction
Richting Cork gaat ieder kwartier een trein, richting Cobh en richting Midleton ieder half uur.